# Zerwa Cylowa

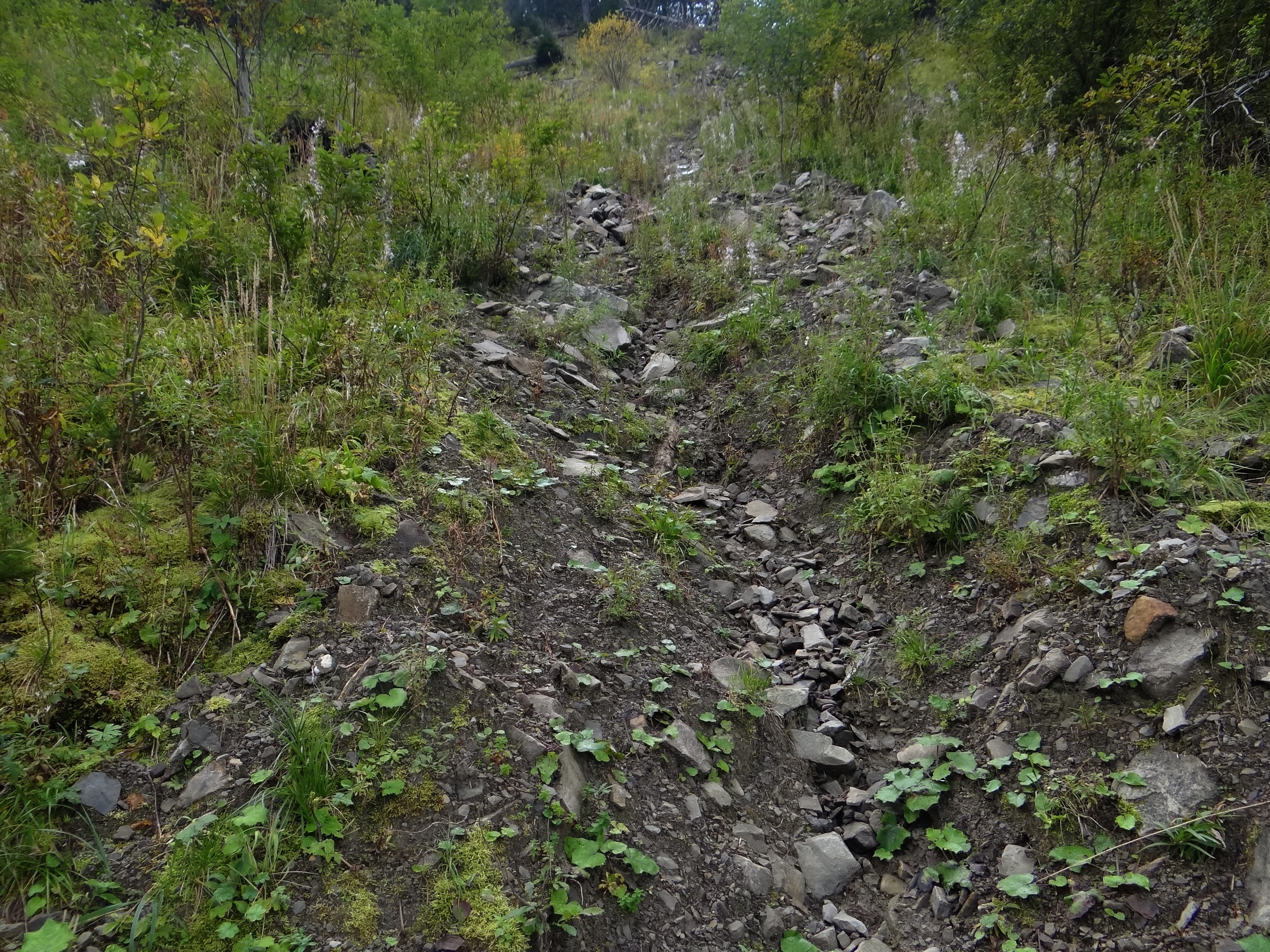
Widok ze szlaku turystycznego na górną część Zerwy Cylowej

Zerwa Cylowa – czynne osuwisko w paśmie Babiej Góry w Beskidzie Żywieckim. Znajduje się na północnym stoku Cyla (Małej Babiej Góry), na wysokości Markowego Potoku (Klinowego Potoku). Osuwisko powstało w roku 1962 r. Odnawiało się w 1967, 1982 oraz w 2000 roku. Język osuwiska miał kilkadziesiąt metrów szerokości i około 600 m długości. Zniszczony został kilkudzięsięcioletni las oraz Górny Płaj, a biegnący nim na tym odcinku czerwono znakowany szlak turystyczny był przez jakiś czas zamknięty. Obecnie szlak turystyczny został wyremontowany i jest czynny.
Las w rejonie Zerwy Cylowej na tzw. Klinie jest zniszczony; świerki są uschnięte, a wiele z nich jest połamanych lub wywróconych przez wiatr. Najprawdopodobniej przyczyną tego jest zmiana warunków wodnych spowodowana przez osuwisko. Dowodem na to jest Klinowy Potok. Dawniej płynęło nim sporo wody, po ostatnim osuwie zanikł, obecnie z powrotem odradza się, ale jako kilka odrębnych strumyków.
Zerwa Cylowa znajduje się w Babiogórskim Parku Narodowym, w granicach wsi Zawoja w województwie małopolskim, w powiecie suskim, w gminie Zawoja.
Szlaki turystyczne
 Markowe Szczawiny – Klin – Zerwa Cylowa – Fickowe Rozstaje – Czarna Hala – Żywieckie Rozstaje. Czas przejścia 1h, ↓ 1h
 Zawoja-Czatoża – Fickowe Rozstaje – Klin – schronisko PTTK na Markowych Szczawinach. Czas przejścia 2:20 h, 2 h